# Нуева Сеговия
Нуева Сеговия (на испански: Nueva Segovia) е един от 15-те департамента на Никарагуа. Нуева Сеговия е с население от 267 900 жители (по приблизителна оценка от юни 2019 г.) и обща площ от 3491 км². Департаментът е разделен на 12 общини. Негова столица е град Окотал.